# Manifestaciones violentas en Bolivia de mayo de 2025
Las manifestaciones violentas en Bolivia, que iniciaron el día 15 de mayo hasta el 29 de mayo de 2025, es una serie manifestaciones violentas de seguidores de Evo Morales, que apoyan la candidatura presidencial del dirigente cocalero, a pesar de que fue inhabilitado por el Tribunal Constitucional (TCP), mediante la Sentencia Constitucional 1010/2023, del 29 de diciembre de 2023, y el artículo 168 de la Constitución Política, en vigencia desde el 9 de febrero de 2009, y respaldado por el Referéndum Constitucional del 21 de febrero de 2016, con el rechazó a la reforma hacia la reelección indefinida para el presidente y vicepresidente del Estado.

## Cronología

### 12 de mayo
Al inicio de la inscripción de los candidatos para las Elecciones generales, a realizarse el 17 de agosto de 2025, el presidente de la Coordinadora de las Seis Federaciones (de cocaleros) del Trópico de Cochabamba, Evo Morales, junto a los dirigentes cocaleros amenazaron al Tribunal Supremo Electoral (TSE) con irrumpir las elecciones generales, de no habilitar a Evo Morales como candidato presidencial. Morales, sin sigla política e inhabilitado, con un tono agresivo amenazó con que «El pueblo se va a levantar».

"Si de todos lados estan fregando, yo puedo entender que el pueblo se va a levantar. Al mejor candidato, primero le dicen que está inhabilitado, ¡Mentira!. Segundo, ahora están amenazando que no nos presten sigla. Ya mucha tontería"
Evo Morales, dirigente cocalero

Vicente Choque, otros de los dirigentes de la Coodinadora de las seis federaciones del Trópico de Cochabamba, lanzó una amenaza a todos los vocales del TSE y TCP...«Al gobierno, a los autroprorrogados del TCP, al TSE, (yo) quiero decile este mensaje al fiscal general, y a toda la derecha fascista: vamos a llegar (a La Paz), vamos a hacer inscribir a nuestro único candidato, nuestro hermano Evo. Cuidado que intenten buscar algún mecanismo sucio para tratar de inhabilitar. No vamos a permitir».

### 14 de mayo
Durante el pleno del Tribunal Constitucional Plurinacional (TCP), concluido el 14 de mayo de 2025, los magistrados emiten la sentencia 007/2025, inhabilitando la decisión al expresidente constitucional Evo Morales queda inhabilitado a postularse como candidato a la presidencia, concluyendo y determinando que es inconstitucional la reelección continua y discontinua. La decisión fue tomada por los nueve magistrados del TCP de manera unánime.
El decano del Tribunal Constitucional, René Yván Espada Navía, recalcó mediante una conferencia de prensaque el Tribunal «no se someterá a presiones, ni ataque políticos que respontan a intereses personales». Mientras tanto, el Tribunal Supremo Electoral (TSE) no se pronuncio al tema.
El fallo judicial resalta el artículo 168 de la Constitución Política, en vigencia desde su promulgación el 9 de febrero de 2009, que establece que el presidente y vicepresidente del Estado pueden ser reelectos «por una sola vez de manera continua». «El presidente y el vicepresidente están habiltados para una reelección por una sola vez de manera continua; considerando que el término 'una sola vez' implica también la limitación de alcanzar un tercer mandato, sea de forma continua o discontinua», aclara el comunicado del TCP. Dicho criterio se aplica o menciona a otras autoridades del Estado Boliviano; ya sean legisladores nacionales, gobernadores, alcaldes, asambleístas regionales y concejales municipales.
Desde el Tribunal, recalcan la Sentencia Constitucional 1010/2023-S4, y el Auto Constitucional 0083/2024 ECA, que se establece categoricamente y de respaldo técnico el límite máximo de mandatos presidenciales que puede ejecter un ciudadano boliviano.

### 15 de mayo
En la jornada del jueves 15 de mayo de 2025, un reducido grupo de seguidores y partidarios de Evo Morales se concentraron en Parotani, al oeste del Departamento de Cochabamba, con intención de ingresar a la ciudad de La Paz.  El dirigente cocalero, Leonardo Loza manifestó «Por su seguridad, por su vida, no vamos a informar si Evo está adelante, si Evo está atrás, o está viajando por caminos alternos, pero Evo esta con esta marcha», dejando en visto su preocupación por la posibilidad de ser detenido a razón de que la Fiscalía de Tarija le notificó su detención al no colaborar en la investigación por el caso de estupro.

### 16 de mayo
Los vocales del TSE fueron notificados de manera formal en la mañana del 16 de mayo, con la edicto de la Sentencia Constitucional 007/2025 del TCP, dicho fallo constitucional inhabilita definitivamente a Evo Morales como candidato a la presidencia del Estado. Para el equipo jurídico del dirigente cocalero, consideran el fallo como "inconstitucional", vulnerando los derechos humanos de su cliente.
Para la seguridad de los vocales del TSE, así como de los representantes de los candidatos a la presidencia, la policía nacional envió al grupo de antidisturbios a resguardar la sede del TSE, en plaza Abaroa y calles aledañas, para garantizar la seguridad de los delegados de las organizaciones políticas y presentar sin contratiempos sus documentaciones.
En la tarde un grupo iracundo de "evistas" tomaron agresión hacia los uniformados. Los policías, cumpliendo la ley, procedieron a arrojar gas pimienta, gas lacrimógeno y balines de goma para dispersar a los agresivos seguidores del dirigente cocalero.
«Esta marcha no es pacífica...están usando petardos, piedras que dañan la integridad de la policía,  y también hubo una agresión a la prensa. Eso no lo vamos a permitir» fueron las declaraciones del comandante de la Policía, Juan Russo.
En el operativo policial, fue detenido el dirigente socialista Ponciano Santos. En las redes sociales, el exministro de gobierno Eduardo Del Castillo publicó lo siguiente: «Se informa a la población de la aprehensión de Ponciano Santos. Información en desarrollo. ¡Bolivia necesita orden, y es lo que vamos a darle». Santos enfrenta cargos de sedición por los 24 déas de bloqueo que desamparo a los habitantes de Cochabamba.

#### Bloqueo de caminos
Después de la violencia provocada por los evistas, y la consecuente detención de sus líderes por parte de la policía nacional, los cocaleros del Trópico de Cochabamba inmediatamente tomaron la  Ruta 4, que conecta con Santa Cruz de la Sierra, Brasil, Argentina y Paraguay. La vigilia que acompaña a Evo Morales se mantiene en Lauca Eñe. Los puntos de bloqueo están en Ivirgarzama y Entre Ríos, en el departamento de Cochabamba. Eso llevó a que muchas empresas de transporte de pasajeros opten por suspender los viajes que crucen a Cochabamba, y otros realizan viajes menos óptimas por la carretera antigua.

#### Repercusiones
Desde el Comité Cívico Pro-Santa Cruz, se pronunciaron la exigencia al Gobierno Nacional de cumplir el mandato que la población les confirió. «Del MAS se puede esperar todo; esto (refiriendose a la marcha evista) es distractivo. Han dejado que entren estos delincuentes, que pretenden promocionar para presidente a otro delincuente como Evo Morales, cuando ya la Constitución (el articulo 168) ha dicho no, el 21 F le dijo no, dos sentencias constitucionales, un auto constitucional lehan dicho que no, y ellos siguen insistiendo», manifestó el presidente del Comité, Stello Cochamanidis horas después de la aprehensión de Ponciano Santos, que exclamó con satisfacción «Ya era hora ¿no?, porque hace rato que (Ponciano) está con  orden de aprehensión, y hasta ahorita la ejecutan»

### 29 de mayo
Durante cuatro días de protesta iniciado el 26 de mayo de 2025, en la jornada de 28 de mayo de 2025, los seguidores de Evo Morales buscaban acercarse a la fachada del Tribunal Supremo Electoral, armados con piedras, cachorros de dinamita y globos de pintura. Los "evistas" atacaron a los policías en las calles del barrio de Sopocachi, ciudad de La Paz. La policía, cumpliendo la ley, usaron agentes químicos contra los violentos seguidores del líder cocalero. La violencia duró más de 30 minutos. Se arrestaron 26 alborotadores que apoyan a Evo Morales, por delitos del uso ilícito de explosivos. Enrique Mamani, del "Pacto de Unidad" de Evo Morales, anunció con bloqueos de carreteras de Bolivia, y cerco a la ciudad de La Paz, exigiendo la inscripción de la candidatura de Evo Morales. Mamani, con tono de ira, amenazó con dar conocer las identidades de los familiares de los vocales del Tribunal Supremo Electoral.

## Medios de comunicación

### Agresión a la prensa
Los seguidores del máximo dirigente cocalero agredieron a periodistas que cumplían su trabajo de hacer periodismo. Uno de los periodistas agredidos fue Ariel Ramírez de Cadena A, con una contusión en la cabeza por parte de los evistas. En tanto, la Asociación de Corresponsales de Prensa Internacional (ACPI) informó de la agresión a tres periodistas extranjeros, uno de ellos de una agencia de noticias asiática que fue rociado con gas pimienta de la policía. Y cuando hicieron la cobertura de la aprehensión de Ponciano Santos, los evistas amenazaron y agredieron verbalmente a los reporteros nacionales y extranjeros.